# Josh Gad

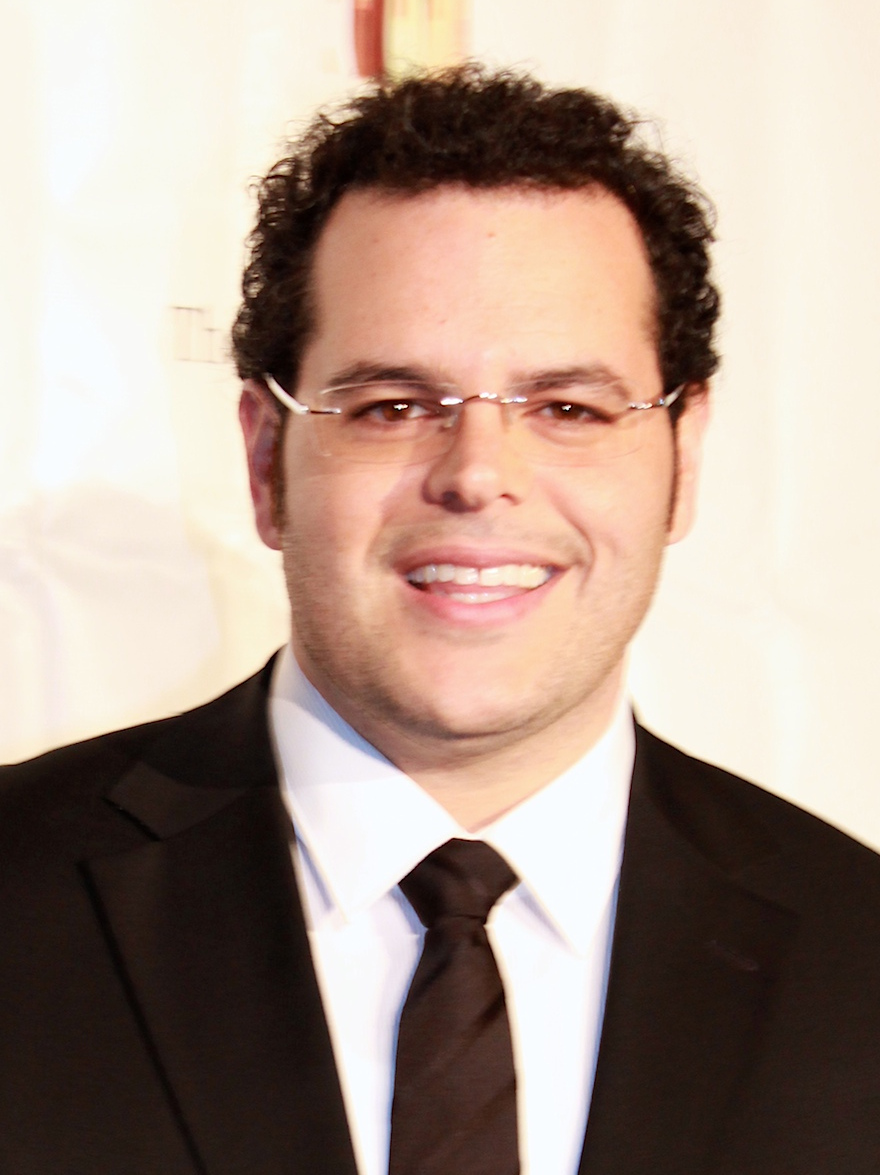
Josh Gad (2014)

Joshua Ilan „Josh“ Gad (* 23. Februar 1981 in Hollywood, Florida) ist ein US-amerikanischer Schauspieler.

## Leben
Sein Vater ist jüdischer Emigrant aus Afghanistan, seine Mutter ist aschkenasische Jüdin. Gad wurde jüdisch erzogen, jedoch lebt er nicht religiös. 1999 beendete er die High School. Sein Studium in Drama, welches er am Carnegie Mellon College absolvierte, schloss er 2003 mit dem Bachelor of Fine Arts ab.
Obwohl Gad bereits 2002 in dem Film Mary and Joe sowie 2005 in einer Folge von Emergency Room – Die Notaufnahme auftrat, ist er erst seit 2007 regelmäßig im Fernsehen zu sehen. So war er 2007 in den Filmen Liebe lieber ungewöhnlich – Eine Beziehung mit Hindernissen und Angiralus – Es reißt dich in Stücke zu sehen. Von 2007 bis 2008 spielte er auch in der Serie Back to You die Rolle des Ryan Church. Im Jahr 2008 folgte eine Nebenrolle im Film 21 und eine Hauptrolle in The Rocker – Voll der (S)Hit. Nach Auftritten in American Dad und in zwei Folgen von Numbers – Die Logik des Verbrechens spielte Gad 2009 in der Internet-Horror-Comedy-Serie Woke Up Dead unter der Regie von Tim O’Donnell mit. Im folgenden Jahr war er in Love and other Drugs – Nebenwirkung inklusive zu sehen. Zwischen 2010 und 2011 folgten Gastauftritte in Californication, Modern Family und The Daily Show. Er sprach auch eine Figur in der Serie Good Vibes und in Ice Age 4 – Voll verschoben. Nach einem Auftritt in der Fox-Serie New Girl spielte er bis März 2013 in der von ihm mitproduzierten auf NBC ausgestrahlten Fernsehserie 1600 Penn mit.
2013 war er in der Filmbiografie Jobs über Steve Jobs an der Seite von Ashton Kutcher als Steve Wozniak zu sehen. Im Disney-Animationsfilm Die Eiskönigin – Völlig unverfroren (2013) sprach Gad die Rolle des Schneemanns Olaf. 2017 spielte er Lefou in der Disney-Realverfilmung von Die Schöne und das Biest.
2020 initiierte er auf seinem YouTube-Kanal die Reunited Apart Serie ein, in welcher die Casts berühmter Kinofilme (u. a. Der Herr der Ringe (Filmtrilogie) und Goonies) sich per Videokonferenz wiedersehen. Hintergrund der Videotreffen ist die Ausgangssperre im Zuge der COVID-19-Pandemie. Die Erlöse aus der Reunited Apart Serie kommen dabei wohltätigen Zwecken zu.
Seit Mai 2008 ist Josh Gad mit der Fernsehschauspielerin und -produzentin Ida Darvish verheiratet und hat mit ihr zwei Töchter.
2011 war er Elder Arnold Cunningham, eine der zwei Hauptrollen im Musical 'The Book of Mormon'.

## Filmografie (Auswahl)
- 2002: Mary and Joe
- 2005: Emergency Room – Die Notaufnahme (ER, Fernsehserie, Folge 11x16)
- 2007: Liebe lieber ungewöhnlich – Eine Beziehung mit Hindernissen (Watching the Detectives)
- 2007: Angiralus – Es reißt dich in Stücke (Razortooth)
- 2007–2008: Back to You (Fernsehserie, 17 Folgen)
- 2008: 21
- 2008: The Rocker – Voll der (S)Hit (The Rocker)
- 2008: American Dad (American Dad!, Fernsehserie, Folge 4x07)
- 2008–2009: Numbers – Die Logik des Verbrechens (Numb3rs, Fernsehserie, 2 Folgen)
- 2009: Crossing Over
- 2009: Woke Up Dead (Fernsehserie, 21 Folgen)
- 2010: The Cleveland Show (Fernsehserie, Folge 1x12)
- 2010: Bored to Death (Fernsehserie, Folge 2x02)
- 2010: Love and other Drugs – Nebenwirkung inklusive (Love & Other Drugs)
- 2011: Californication (Fernsehserie, 2 Folgen)
- 2011: Gigi: Almost American (Fernsehserie, 10 Folgen)
- 2011: Mardi Gras: Die größte Party ihres Lebens (Mardi Gras: Spring Break)
- 2011: Modern Family (Fernsehserie, Folge 3x09)
- 2011: Good Vibes (Fernsehserie, 12 Folgen, Stimme)
- 2012: She Wants Me
- 2012: Thanks for Sharing – Süchtig nach Sex (Thanks for Sharing)
- 2012: Ice Age 4 – Voll verschoben (Ice Age: Continental Drift, Stimme)
- 2012: New Girl (Fernsehserie, Folge 2x02)
- 2012–2013: 1600 Penn (Fernsehserie, 13 Folgen)
- 2013: Jobs
- 2013: Prakti.com (The Internship)
- 2013: Die Eiskönigin – Völlig unverfroren (Frozen, Stimme)
- 2014: Wish I Was Here
- 2015: Die Trauzeugen AG (The Wedding Ringer)
- 2015: Pixels
- 2016: Angry Birds – Der Film (The Angry Birds Movie, Stimme)
- 2017: Bailey – Ein Freund fürs Leben (A Dog’s Purpose, Stimme)
- 2017: Die Schöne und das Biest (Beauty and the Beast)
- 2017: Marshall
- 2017: Mord im Orient Express (Murder on the Orient Express)
- 2019: Little Monsters
- 2019: Angry Birds 2 – Der Film (The Angry Birds Movie 2, Stimme)
- 2019: Die Eiskönigin II (Frozen II, Stimme)
- 2019: Bailey – Ein Hund kehrt zurück (A Dog’s Journey, Stimme)
- 2020: Artemis Fowl
- 2020: Reunited Apart (YouTube Serie, Produzent und Moderator)
- 2020–2022: Central Park (Fernsehserie, Stimme)
- seit 2020: Avenue 5 (Fernsehserie)
- 2021: Ghostbusters: Legacy (Ghostbusters: Afterlife, Stimme)
- 2022: Wolf Like Me (Fernsehserie)
- 2023: Doggy Style (Strays, Stimme von Gus)

## Diskografie (Auswahl)
- 2014: In Summer (US: ×2Doppelplatin )
- 2017: That Time of Year (mit Idina Menzel & Kristen Bell, US: Gold)
- 2017: Gaston (mit Luke Evans, US: Gold)
- 2019: Some Things Never Change (mit Idina Menzel, Kristen Bell & Jonathan Groff, US: Platin)
- 2019: When I Am Older (UK: Silber, US: Platin)

## Auszeichnungen für Musikverkäufe
| Platin-Schallplatte - Brasilien - 2024: für das Lied That Time of Year |

Anmerkung: Auszeichnungen in Ländern aus den Charttabellen bzw. Chartboxen sind in ebendiesen zu finden.
| Land/RegionAuszeichnungen für Musikverkäufe (Land/Region, Auszeichnungen, Verkäufe, Quellen) | Silber  | Gold     | Platin     | Verkäufe  | Quellen             |
| -------------------------------------------------------------------------------------------- | ------- | -------- | ---------- | --------- | ------------------- |
| Brasilien (PMB)                                                                              | —       | —        | Platin1    | 40.000    | pro-musicabr.org.br |
| Vereinigte Staaten (RIAA)                                                                    | —       | 2× Gold2 | 4× Platin4 | 5.000.000 | riaa.com            |
| Vereinigtes Königreich (BPI)                                                                 | Silber1 | 2× Gold2 | —          | 1.000.000 | bpi.co.uk           |
| Insgesamt                                                                                    | Silber1 | 4× Gold4 | 5× Platin5 |           |                     |